# Mastacembelus moorii
Espèce
Synonymes
- Caecomastacembelus moorii (Boulenger, 1898)

Statut de conservation UICN

 LC  : Préoccupation mineure
Mastacembelus moorii est une anguille épineuse endémique du lac Tanganyika,, à la livrée brun orangé avec des marbrures plus ou moins marquées.